# 小菅ジャンクション

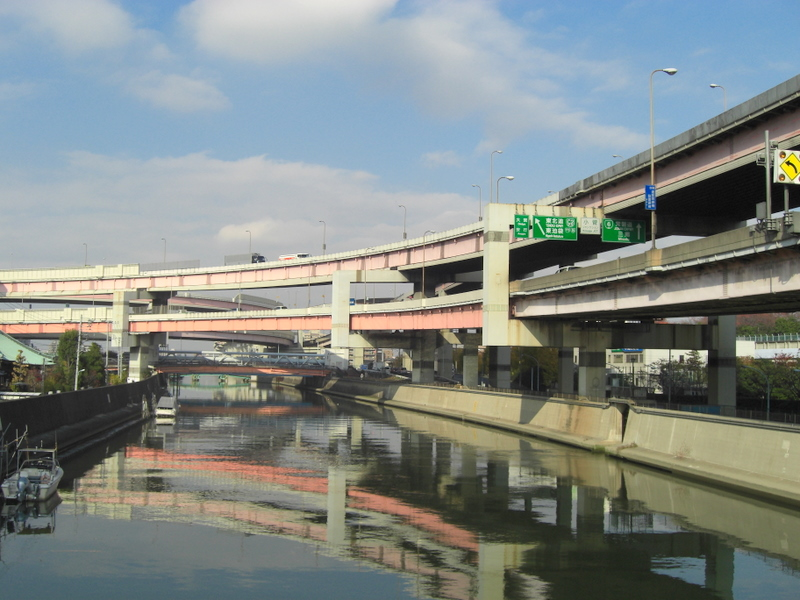
小菅ジャンクション

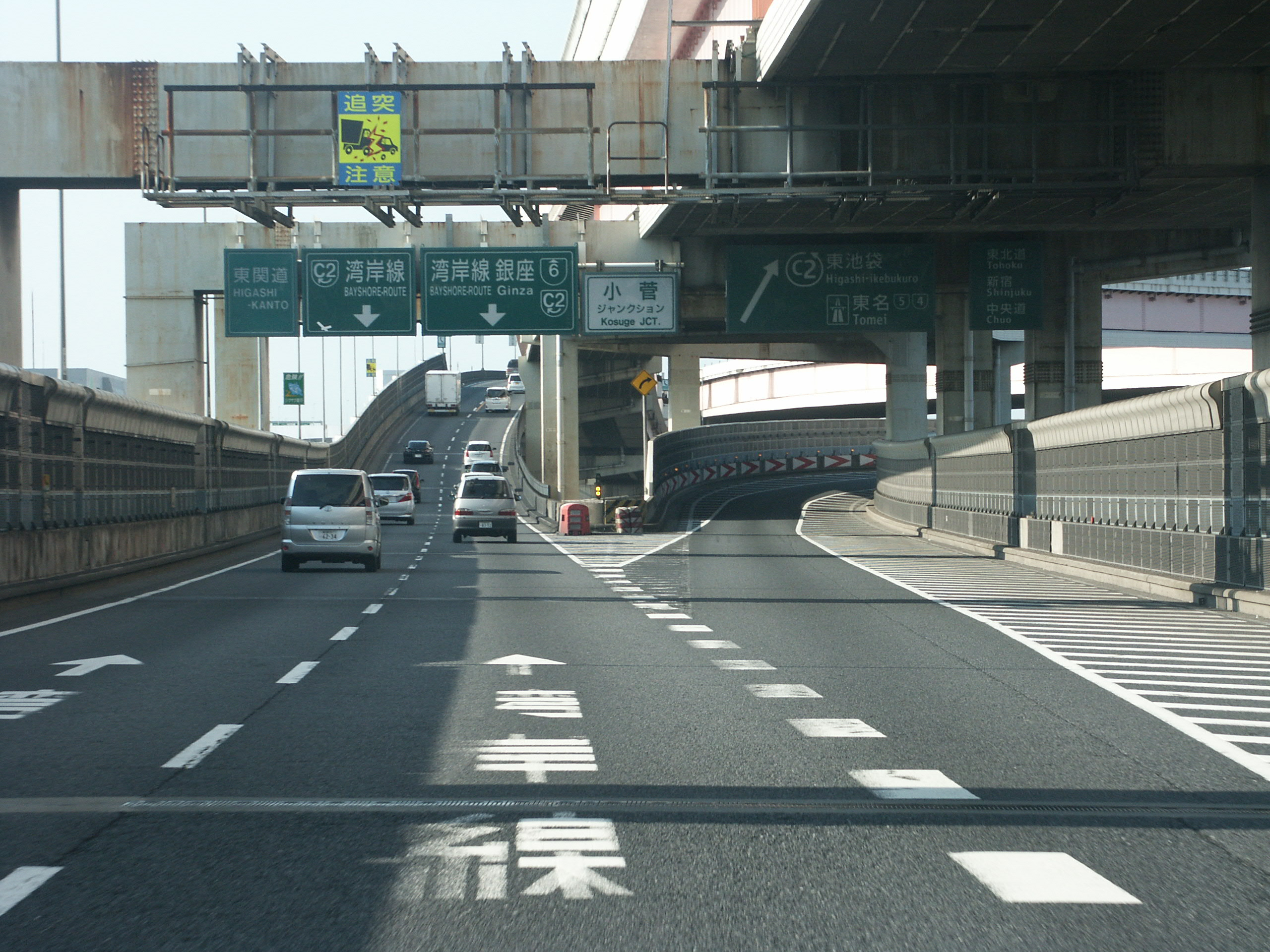
三郷線上り分岐付近

小菅ジャンクション（こすげジャンクション）は、東京都葛飾区小菅にある首都高速道路の中央環状線と6号三郷線を結ぶジャンクションである。

## 連絡している路線
- 首都高速中央環状線
- 首都高速6号三郷線

## 隣
首都高速中央環状線
(C37,C38)千住新橋出入口 - 小菅JCT/(C40)小菅出入口 - 堀切JCT - (C41,C42)四つ木出入口
首都高速6号三郷線
小菅JCT - 加平PA - (651)加平出入口

## ポイント
- 中央環状線外回りは、当ジャンクションを通過した後、次の堀切JCTでは4車線中、左の2車線が四つ木・湾岸線方面、右の2車線が向島・銀座方面である。
- 中央環状線内回りは、当ジャンクションに進入する4車線中、左の2車線が安行・東北自動車道方面、右の2車線が三郷・常磐自動車道方面である。
- 中央環状線と6号三郷線、6号向島線の交通が集中し、事故や渋滞も多い。合流と分岐で行き先が違うので、走行には注意が必要である。